# Absolute Reggae 2
Absolute Reggae 2, kompilation i serien Absolute Reggae udgivet i 1993.

## Spor
1. Bob Marley – "Iron Zion Lion"
2. Eddy Grant – "Gimme Hope Jo'Anna"
3. Inner Circle – "Rock With You"
4. Boy George – "Everything I Own"
5. Shaggy – "Oh Carolina"
6. Shabba Ranks with Chevelle Franklin – "Mr Loverman"
7. Chilly White & Kenny Peach – "OK Fred"
8. Maxi Priest – "Some Guys Have All The Luck"
9. Sugar Minott – "(We've Got A) Good Thing Going"
10. Papa Winnie – "Rootsie + Boopsie You Are My Sunshine"
11. Shinehead – "A Jamaican In New York"
12. Ziggy Marley – "Look Who's Dancing"
13. Black State – "Amigo"
14. Alpha Blondy – "Rendez-Vous"
15. Anbessa – "Wicked Man"
16. Apache Indian – "Arranged Marriage"
17. Mad Cobra – "Flex"